# Эридан (мифология)
Эрида́н (др.-греч. Ἠρῐδᾰνός) в древнегреческой мифологии — речной бог, по Гесиоду, Эридан — сын Океана и Тефиды. В античной географии — река, протекавшая из Рипейских гор в океан.
Полибий отождествлял реку Эридан с рекой Пад. По Геродоту, Эридан впадает в Северное море, откуда привозят янтарь. По «Аргонавтике» Аполлония, течение Эридана непосредственно переходит в течении реки Родан (Роны). Павсаний помещает Эридан в страны северной Европы, где живут галаты. Страбон утверждает, что Эридана нет нигде на земле, хотя его и помещают рядом с Падом. Дионисий Периэгет располагает его истоки явно западнее Пада.
Предание также гласит, что река эта была богата янтарём (о чём упоминают Геродот и Овидий в «Метаморфозах» (2:365); см. Янтарный путь), который являлся, согласно мифологии, застывшими слезами Гелиад, оплакивавших падение своего брата Фаэтона с небес в воды Эридана. У реки погребен Фаэтон.
К нимфам Эридана обращался Геракл с просьбой помочь ему разыскать Сад Гесперид.
Речной бог Эридан изображался в образе быка. Стал созвездием. Имя Эридана как «небесной реки» носит созвездие Эридан. Также это созвездие называли Нилом и Океаном.